# الإعلان الملكي لعام 1763

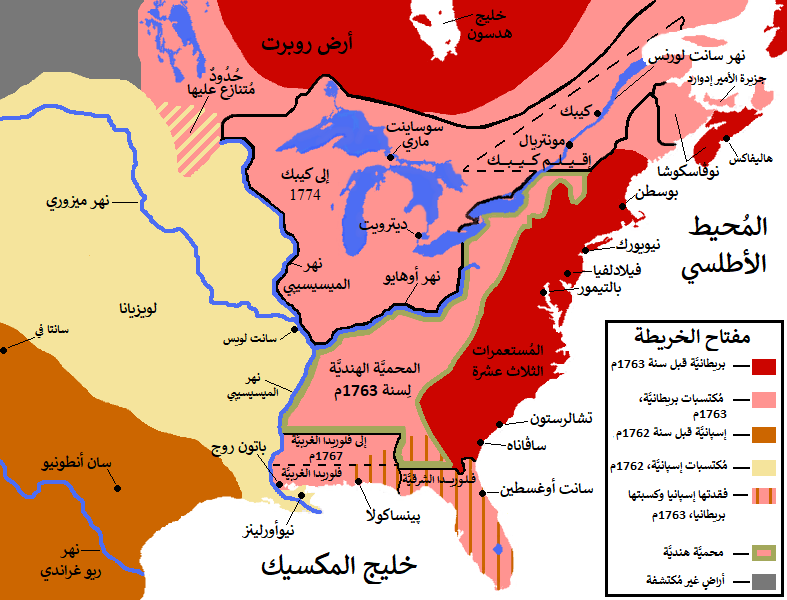

أصدر الملك جورج الثالث الإعلان الملكي لعام 1763 في 7 أكتوبر 1763، بعد استيلاء بريطانيا العظمى على الأراضي الفرنسية في أمريكا الشمالية بعد انتهاء حرب السنوات السبع. حظر جميع المستوطنات غرب الحد الفاصل المرسوم على طول جبال الأبالاش، التي رُسِمت كمحمية هندية. تسبب الاستبعاد من منطقة عبر الأبالاش الشاسعة في إثارة السخط بين بريطانيا، والمضاربين في الأراضي الاستعمارية، والمستوطنين المحتملين. كان الإعلان عن الأراضي الغربية والوصول إليها أحد أهم مجالات النزاع بين بريطانيا والمستعمرات، وأصبح عاملًا مساهمًا رئيسيًا في الثورة الأمريكية.
ما يزال للإعلان الملكي أهمية قانونية بالنسبة للأمم الأولى في كندا. خط إعلان 1763 مماثل لطريق تقسيم القارة الشرقية التي تمتد شمالًا من جورجيا إلى حدود بنسلفانيا- نيويورك، ووراء الشمال الشرقي بعد تقسيم التصريف على سانت لورانس من هناك نحو الشمال عبر نيو إنجلاند.

## خلفية: معاهدة باريس
انتهت حرب السنوات السبع (مع الحرب الفرنسية والهندية التي اعتبرت أمريكا الشمالية مسرحًا للحرب) بمعاهدة باريس. بموجب هذه المعاهدة تنازلت فرنسا لبريطانيا عن ملكية أميركا الشمالية القارية شرق نهر الميسيسبي، بما في ذلك كيبيك، وبقية كندا. حصلت إسبانيا على جميع الأراضي الفرنسية غرب الميسيسبي. حصلت كل من إسبانيا وبريطانيا على بعض الجزر الفرنسية في منطقة بحر الكاريبي. احتفظت فرنسا ببعض الجزر الصغيرة التي استخدمها الصيادون، وهايتي في الوقت الحاضر، وجزيرة غوادلوب الغنية بالسكر.

## البنود

### المستعمرات الجديدة
تناول إعلان عام 1763 إدارة المستعمرات الفرنسية الموروثة من الحرب الفرنسية والهندية، فضلًا عن تنظيم التوسع الاستعماري. أسست حكومات جديدة لعدة مناطق: مقاطعة كيبيك، والمستعمرات الجديدة في غرب فلوريدا وشرق فلوريدا، ومجموعة من جزر الكاريبي، وغرينادا، وتوباغو، وسانت فنسنت، ودومينيكا، والتي يشار إليها مجتمعة باسم الجزر البريطانية المهجورة. حدد الإعلان الخط عند خط عرض 45 درجة شمالًا باعتباره الحد الفاصل بين كيبيك ونيويورك (بما في ذلك منطقة اسمها فيرمونت غير معروفة، وهي موضع خلاف واعتبِرت فيما بعد جزءًا من نيويورك).

## خط الإعلان
حدد الإعلان الملكي لعام 1763 في البداية حدود الولاية القضائية للأراضي المحتلة في أمريكا الشمالية. شرح أجزاء من التوسع الحدودي في أمريكا الشمالية، وفي أمريكا المستعمرة وخاصة مستعمرة كندا في فرنسا الجديدة، وهي مستعمرة جديدة مصغرة، وقسّم مقاطعة كيبيك. وضِعت المنطقة الشمالية الشرقية لنهر سانت جون على ساحل لابرادور تحت سيطرة مستعمرة نيوفندلاند. أصبحت الأراضي الواقعة غرب كيبيك وغرب الخط الممتد على طول قمة جبال أليغني أرضًا هندية، مُنعت مؤقتًا من الاستيطان، ما أدى إلى خيبة أمل كبيرة لمضاربي الأرض في فرجينيا وبنسلفانيا، الذين بدأوا حرب السنوات السبع للحصول على هذه المناطق.
أنشأ الإعلان خطًا حدوديًا (يُطلق عليه غالبًا خط الإعلان) بين المستعمرات البريطانية على ساحل المحيط الأطلسي والأراضي الهندية الأمريكية (والمسماة المحمية الهندية) غرب جبال الأبالاش. لم يكن القصد من خط الإعلان أن يكون حدودًا دائمةً بين المستعمرين وأراضي السكان الاصليين، بل هو حدود مؤقتة يمكن توسيعها إلى الغرب بطريقة منظمة ومشروعة. لم يكن مصممًا أيضًا كحدود لا يمكن عبورها، فالناس قادرون على عبور الخط، وليس الاستقرار خلفه. حُددت خطوط منسوبه عن طريق منابع المياه التي شكلت حدود الفصل المائي على طول جبال الأبالاش. خُصِصت جميع الأراضي التي بها أنهار تتدفق إلى المحيط الأطلسي للكيانات الاستعمارية، في حين خُصصت جميع الأراضي التي تتدفق فيها الأنهار إلى الميسيسبي للسكان الهنود الأصليين. منع الإعلان الشراء الخاص لأراضي الأمريكيين الأصليين، التي كثيرًا ما خلقت مشاكل في الماضي. بدلًا من ذلك تمت جميع عمليات شراء الأراضي المستقبلية بواسطة مسؤولي التاج «في بعض الاجتماعات العامة أو مجلس الهنود المعنيين». علاوةً على ذلك، حُظر المستعمرون البريطانيون من الاستيطان في أراضي السكان الأصليين، ومُنِع المسؤولون الاستعماريون من منح الأرض أو الأراضي دون موافقة ملكية. منح الإعلان التاج احتكارًا لشراء جميع الأراضي المستقبلية من الهنود الأمريكيين.
اعترض المستعمرون البريطانيون ومضاربو الأراضي على حدود الإعلان لأن الحكومة البريطانية خصصت لهم بالفعل مِنحًا للأراضي. توجد بالفعل العديد من المستوطنات خارج خط الإعلان، والتي أخلي بعضها مؤقتًا خلال حرب بونتياك، وهناك العديد من المطالبات لمنح الأراضي التي لم تسوَ بعد. على سبيل المثال، مُنح جورج واشنطن وجنوده من فرجينيا أراضٍ تتجاوز الحدود. انضم المستعمرون الأمريكيون البارزون إلى المضاربين على الأراضي في بريطانيا للضغط على الحكومة لنقل الخط إلى الغرب.
لُبيت مطالب المستعمرين وعُدل الخط الحدودي في سلسلة من المعاهدات مع الأميركيين الأصليين. أنجِزت أول معاهدتين من هذه المعاهدات في عام 1768، وعدلت معاهدة فورت ستانويكس الحدود مع الاتحاد الإيراكوي في ولاية أوهايو، وعدلت معاهدة العمل الشاق الحدود مع شيروكي في كارولينا الشمالية وكارولينا الجنوبية. أعقب معاهدة العمل الشاق معاهدة لوكابر في عام 1770، والتي عدلت الحدود بين فرجينيا وشيروكي. فتحت هذه الاتفاقات الكثير مما هو الآن في كنتاكي وفرجينيا الغربية للاستيطان البريطاني.

## ردود الفعل
كان تمرد بونتياك (1763-1766) حربًا شملت القبائل الأمريكية الأصلية، في المقام الأول من منطقة البحيرات الكبرى، وولاية إلينوي، وولاية أوهايو الذين كانوا غير راضيين عن السياسات البريطانية في فترة ما بعد الحرب في منطقة البحيرات الكبرى بعد انتهاء حرب السنوات السبع. تمكنوا من الاستيلاء على عدد كبير من الحصون التي سيطرت على المجاري المائية التي استخدمت في التجارة داخل المنطقة والتصدير إلى بريطانيا العظمى. كان إعلان عام 1763 في الأعمال قبل تمرد بونتياك، ولكن اندلاع الصراع سرع العملية. تمنى المسؤولون البريطانيّون أن يوفق الإعلان بين الهنود الأمريكيين والحكم البريطاني ويساعد في منع الأعمال العدائية في المستقبل.
كان لبعض الشعوب الأمريكية الأصلية -خاصة في منطقة البحيرات الكبرى- علاقة طويلة ووثيقة مع فرنسا، وشعروا بالفزع لأنهم أصبحوا الآن تحت السيادة البريطانية. فقدوا العلاقة الودية مع الفرنسيين، إلى جانب العطايا التي منحوها لهم، والتي لم يتمتعوا بها مع البريطانيين.

## الميراث

### السكان الأصليون
استمر الإعلان الملكي في حكم التنازل عن أراضي السكان الأصليين في أمريكا الشمالية البريطانية، وخاصةً في كندا العليا وأرض روبرت. أنشأت كندا العليا منبرًا للمعاهدة على أساس الإعلان الملكي. بعد انتقال الموالين إلى الأرض بعد هزيمة بريطانيا في الثورة الأمريكية، أنشئت القوة الدافعة الأولى للضرورة. يشكل الإعلان أساس مطالبات السكان الأصليين بالأراضي في كندا -الأمم الأولى، والإنويت، والميتيس. ذُكر الإعلان الملكي لعام 1763 في المادة 25 من ميثاق الحقوق والحريات الكندي.
وفقًا للمؤرخ كولن كالوي «يختلف علماء (المستوطنين) حول ما إذا كان الإعلان يعترف بالسيادة القبلية أو يقوضها». أنشأ الإعلان سابقةً مهمةً وهي أن للسكان الأصليين حقوق معينة في الأراضي التي يشغلونها.
يرى البعض أن الإعلان الملكي لعام 1763 «وثيقة أساسية» لمطالبات الأمم الأولى المتعلقة بالأراضي والحكم الذاتي. وهو «أول اعتراف قانوني من جانب التاج البريطاني لحقوق السكان الأصليين» ويفرض واجبًا ائتمانيًا على رعاية التاج. قيل إن النوايا والوعود التي قطعت للمواطنين الأصليين في الإعلان هي ذات طابع مؤقت، تهدف فقط إلى استرضاء الشعوب الأصلية التي أصبحت تشعر بالاستياء بشكل متزايد من «زحف المستوطنين إلى أراضيهم»، وهي قادرة على أن تصبح تهديدًا خطيرًا للمستوطنات الاستعمارية البريطانية. عبّرت النصيحة التي قدمها السير ويليام جونسون، مشرف الشؤون الهندية في أمريكا الشمالية، إلى مجلس التجارة في 30 أغسطس 1764، عن:
يعرف جميع الهنود أنه لا يمكننا أن نكون نظيرًا لهم في وسط بلد الخشب الواسع... من هذا أستنتج أننا إذا كنا مصممين على امتلاك أعمالنا، والتجارة، والأمان، علينا شراء صالح العديد من السكان اليهود وإلا لن يتم ذلك لمدة قرن من الزمان بأي وسيلة أخرى.
يعتقد بعض المؤرخين أن «البريطانيين كانوا يحاولون إقناع السكان الأصليين بأنه ليس هناك ما يدعو للخوف من المستعمرين، بينما يحاولون في الوقت نفسه زيادة القوة السياسية والاقتصادية المتعلقة بالأمم الأولى والقوى الأوروبية الأخرى». يجادل آخرون بأن الإعلان الملكي إلى جانب معاهدة نياغارا اللاحقة، ينص على حجة «فشل مزاعم التاج بممارسة السيادة على الأمم الأولى»، وتؤكد على صلاحيات الشعوب الأصلية «لتقرير المصير في تخصيص الأراضي من بين أمور أخرى».